# De óxido y hueso
De óxido y hueso (título original en francés: De rouille et d'os) es una película de drama romántico dirigida por el cineasta francés Jacques Audiard y estrenada en 2012. Se trata de su sexto largometraje y cuenta con un guion coescrito por Audiard y Thomas Bidegain, basado en la novela homónima del escritor canadiense Craig Davidson. La película está protagonizada por Marion Cotillard y Matthias Schoenaerts. La banda sonora fue compuesta por Alexandre Desplat y la dirección de fotografía estuvo a cargo de Stéphane Fontaine. Con una duración de 122 minutos, la película es una coproducción entre Francia y Bélgica, realizada por France 2 Cinéma y Les Films du Fleuve.   
La obra fue seleccionada para competir por la Palma de Oro en el Festival de Cine de Cannes de 2012 y recibió múltiples nominaciones en diversas ceremonias de premios, incluyendo los Globos de Oro, los BAFTA y los Premios César. En estos últimos, obtuvo cuatro galardones.    

## Argumento
Ali (Matthias Schoenaerts) debe hacerse cargo de su hijo Sam de cinco años, al que apenas conoce, justo ahora que se encuentra atravesando por uno de los peores momentos de su vida. Sin vivienda propia, ni amigos, ni recursos económicos, pronto se verá obligado a solicitar la ayuda de su hermana que, sin dudarlo, acabará acondicionando el garaje de su casa para ellos.
El nuevo hogar parece ser más que suficiente para sus pretensiones, pero los problemas de Ali no van a desaparecer de la noche a la mañana. Su estilo de vida, siempre en el límite de la exclusión social, encontrando un trabajo temporal como guardaespaldas en una discoteca lo llevará a involucrarse en una pelea. Sin embargo, gracias a este incidente conocerá a Stéphanie (Marion Cotillard), que trabaja como entrenadora de orcas en un parque acuático en Marineland. Aunque sus mundos parecen muy distintos, él es una persona desarraigada y marginal, mientras que ella es una mujer hermosa que goza de cierto reconocimiento social, Ali se muestra dispuesto a profundizar su relación y le entrega su número telefónico.
En el transcurso de un espectáculo, Stéphanie sufre un aparatoso accidente en el que perderá ambas piernas a la altura de las rodillas. Obligada a aprender a caminar con prótesis, su vida se desmorona y a duras penas conseguirá superar el caos y la depresión, que acarrean las duras limitaciones físicas de su nueva condición. Cuando se produce el reencuentro entre Ali y Stéphanie, tras una llamada nocturna, ella aparecerá confinada en una silla de ruedas y sin porvenir, mientras que él se muestra mucho más seguro que cuando se conocieron, ahora que ha superado sus problemas de adaptación. Será precisamente esta nueva fuerza interior la que lleve a Ali a capitanear el proceso de recuperación de Stéphanie, sin la menor sombra de compasión o lástima por su actual estado.

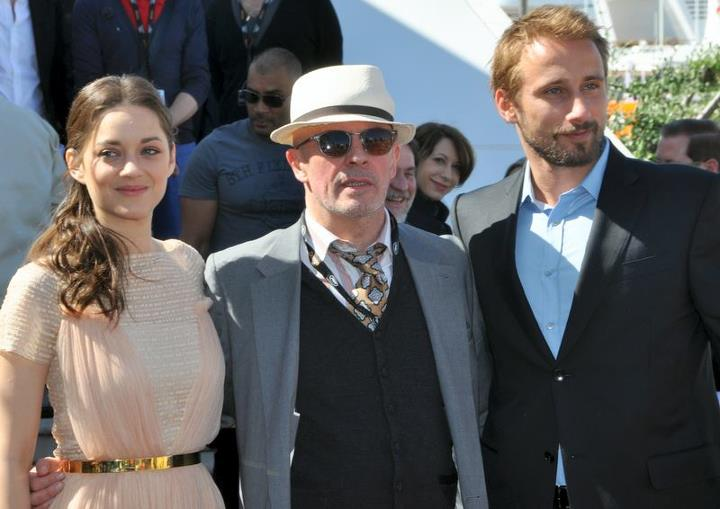
De rouille et d'os Cannes 2012

## Reparto
- Marion Cotillard, como Stéphanie.
- Matthias Schoenaerts, como Alain van Versch.
- Armand Verdure, como Sam.
- Corinne Masiero, como Anna.
- Céline Sallette, como Louise.
- Bouli Lanners, como Martial.
- Mourad Frarema, como Foued.
- Jean-Michel Correia, como Richard.

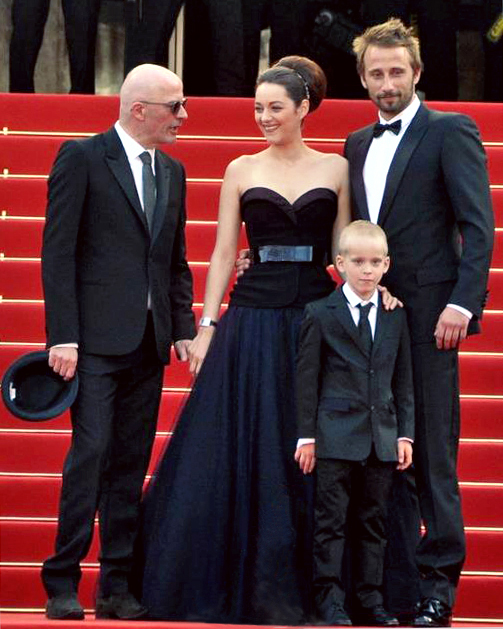
De rouille et d'os 2

- Yannick Choirat, como Simón.

## Producción
La película fue producida por Why Not Productions por unos € 15,4 millones, y coproducida por France 2 Cinéma y la compañía belga Les Films du Fleuve. El rodaje comenzó el 4 de octubre de 2011 y duró ocho semanas. Los lugares de grabación fueron Antibes, Cannes, Bélgica, París, el norte de Francia y Bruselas. Marion Cotillard tuvo que recibir clases de natación y pasó una semana en Marineland para aprender a dirigir ballenas. La actriz nos explicó que el equipo estuvo apoyándola y ayudándola cuando tuvo que trabajar acerca de la discapacidad que interpretaba

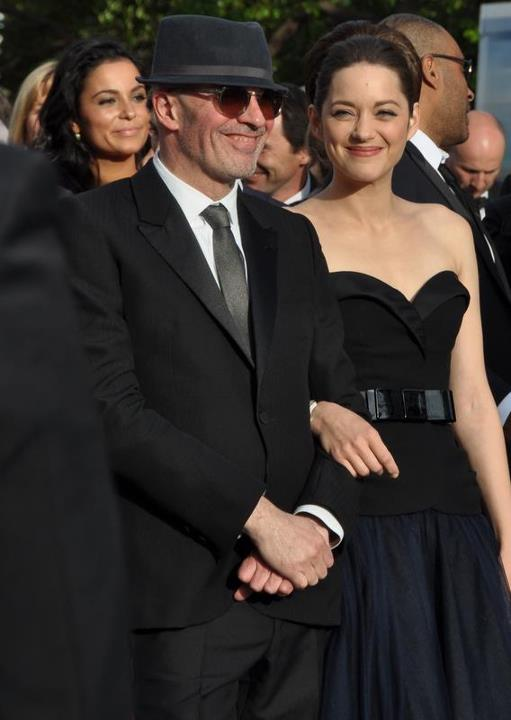
Jacques Audiard Marion Cotillard Cannes 2012

## Banda sonora
La B.S.O “De óxido y hueso” está compuesta principalmente por el compositor de cine francés Alexandre Desplat, aunque también está compuesta por otras canciones de diferentes artistas, como por ejemplo Bon Iver, John Cooper Clark, The B-52's, etc.
Las canciones que forman esta banda sonora son:
Wash y The Wolves [Act I and II] de Bon Iver, Reckless [With Your Love - Tiga Remix] de Azari / III, Evidently Chickentown de John Cooper Clarke, Love Shack de The B-52's, I Follow Rivers [The Magician Remix] de Lykke Li, With You [feat. Alexis Taylor] de Carte Blanche, Firework de Katy Perry, Sexy Phone Girls' Fantasies de White & Spirit, Firewater de Django Django, All the Days I've Missed You [Ilaij I] de Colin Stetson, De rouille et d'os, Le lac, Le train, La plage, Marineland, 1.er combat, L'hôpital, Stéphanie, Les Paris, L'orque, 2ème combat, Sam, La loi du supermarché, Le combatant, Stéphanie et Sam, Naissance de l'amour, Ali y Undercurrent de Alexandre Desplat.
La canción que se escucha de fondo en el tráiler de la película, también debe ser considerada como parte de la banda sonora de la película, pues nos hace conmovernos y decidir elegir ver esa entre otras muchas anunciadas en nuestras carteleras. Se trata de una canción perteneciente al famoso grupo de música electrónica francés M83, procedente de Antibes lugar de grabación de la película, llamada “My tears are becoming a sea” (Mis lágrima se están transformando en un mar). La canción nos habla del amor que existe entre dos personas, comparándolas con planetas y estrellas que necesitan acercarse por fuerza de un poder sobrenatural.

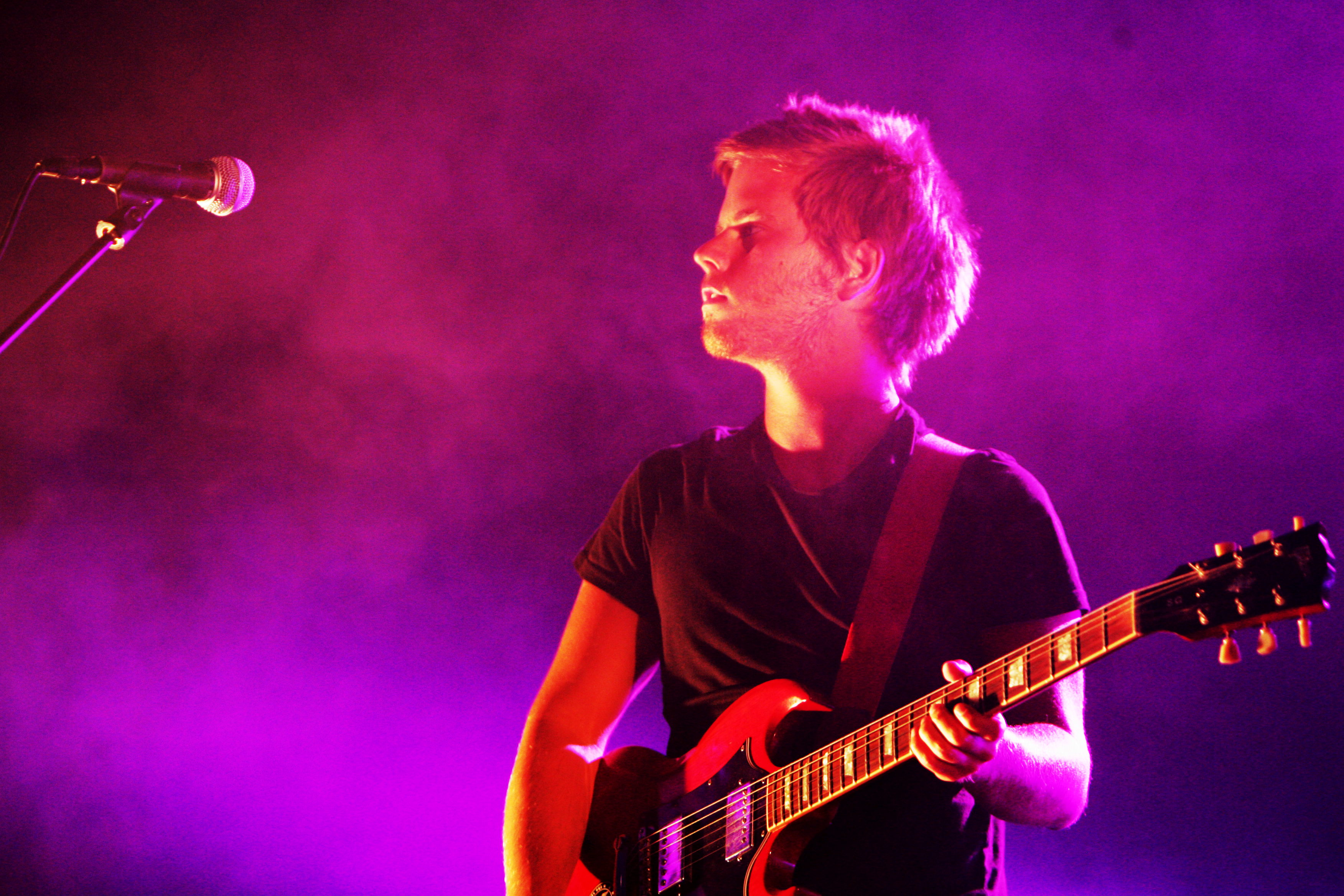
M83 mp3h1819

## Premios y reconocimientos
La película De óxido y hueso (Rust and Bone) ha sido candidata nueve veces en los Premios Cesar del cine francés, En la categoría de mejor Película en la que disputa con Les Adieux à la Reine, Amour, Camille Redouble, Dans la Maison, Holy Motors, Le Prénom y Rust and Bone.

Como mejor Director entre Jacques Audiard (Rust and Bone), Stéphane Brizé (Quelques Heures de Printemps), Léos Carax (Holy Motors), Michael Haneke (Amour), Benoît Jacquot (Les Adieux à la Reine), Noémie Lvovsky (Camille Redouble) o François Ozon (Dans la Maison).

Y en la categoría de mejor Actriz fueron candidatas Marion Cotillard (Rust and Bone), Catherine Frot (Les Saveurs du Palais), Noémie Lvovsky (Camille Redouble), Corinne Masiero (Louise Wimmer), Emmanuelle Riva (Amour), Léa Seydoux (Les Adieux à la Reine) y Hélène Vincent (Quelques Heures de Printemps).
De Rouille et d´os sí que ha logrado el galardón a mejor actor revelación para Matthias Schoenaerts. Además también ganó el premio al mejor guion adaptado y a la mejor banda sonora, compuesta por Alexandre Desplat.

Candidata también como mejor fotografía Stéphane Fontaine. A la mejor edición Juliette Welfling

Candidata como mejor actriz internacional por la Candidata como Academia australiana de cine y televisión (AACTA).

La 56.ª edición del London Film Festival, organizada por el BFI o British Film Institute,  ha elegido como mejor película De óxido y hueso' (Rust and Bone), de Jacques Audiard.

Los Premios de la Academia Británica de Cine y televisión británica  (BAFTA Film Awards) son el equivalente británico de los Oscars y que tienen como objetivo premiar anualmente lo mejor del cine que se ha estrenado dentro de las fronteras del Reino Unido. Fueron creados en 1948 por la Academia Británica de Cine y Televisión, finalmente estos premios se han convertido en uno de los premios más importantes del cine a nivel mundial y en una exposición de la industria cinematográfica británica.
Candidata en 2013 como  mejor película extranjera junto con Amour (Austria), Headhunters (Noruega), The Hunt (Dinamarca), Rust and Bone (Francia),Untouchable (Francia). Así como, también fue candidata a  mejor actriz principal a Marion Cotillard.

Candidata por Broadcast Film Critics Association mejor actriz (Marion Cotillard) y mejor película de habla extranjera.
Otorgado también el premio como mejor película en Cabourg Romantic Film Festival.
Las candidaturas a los globos de oro 2013, fueron como mejor actriz dramática (Marion Cotillard): compitiendo con Rachel Weisz por The Deep Blue Sea, Helen Mirren por Hitchcock", Naomi Watts por The Impossible,  y Jessica Chastain por Zero Dark Thirty
Como mejor película extranjera junto con  Amour, The Intouchables, Kon-Tiki, A Royal Affair.

Candidata en la 65 edición del Festival de Cannes 2012 a la palma de oro como mejor película extranjera Jacques Audiard.

Ganadora del premio como mejor edición de sonido por Golden Reel Awards.
Candidata a los premios Goya o Premios Anuales de la Academia, es decir, aquellos galardones otorgados de forma anual por la Academia de las Artes y las Ciencias Cinematográficas de España, con la finalidad de premiar a los mejores profesionales del mundo de las artes. Óxido y hueso fue candidata como mejor película europea. Otorgado dicho premio a la película Intocable, de Eric Toledano y Olivier Nakache (Francia).

Premiada también en el Festival de Hollywood como mejor actriz del año (Marion Cotillard).

Por la Houston Film Critics Society ha sido candidata como mejor película de lengua extranjera. Candidata también como mejor película internacional en los Independent Spirit Awards. Y en los Technical Achievement Award en la categoría de película del año en lengua extranjera y premio al logro técnico.

En Magritte Awards ha sido candidata como mejor actor (Matthias Schoenaerts) y mejor co-producción extranjera. Recibiendo el premio como mejor actor de reparto (Bouli Lanners). Así como en los Screen Actors Guild Awards ha sido candidata Marion Cotillard como mejor interpretación en un papel protagónista.En los Telluride Film Festival, ha sido ganadora del Silver Medaillon (Marion Cotillard). Ganadora en el Festival de cine Internacional de Valladolid, de tres premios: como mejor actor (Matthias Schoenaerts), como mejor director (Jacques Audiard) y mejor guion. En los premios otorgados por Washington D. C. Área Film Critics Association Awards, ha sido candidata como mejor actriz (Marion Cotillard) y como mejor película extranjera. En los World Soundtrack Awards, ha sido candidata como banda sonora del año a su compositor Alexandre Desplat.

## Críticas
La película que fue proyectada en el Festival de Cine de Cannes de 2012, recibió reacciones críticas en principio muy positivas.
- Hitfix definió el trabajo de Cotillard "increíble, lleno de matices y real".
- Peter Debruge (Variety) la define como: "Una tierna aunque fuertemente desromantizada historia de amor (...) 'Rust and Bone' presenta un impresionante, aunque un tanto pretencioso, ejercicio de contrastes”.
- Para Carlos Boyero (Diario El País): "No es una obra maestra, pero la sigues con atención y desasosiego, nunca sabes lo que va a ocurrir, deja cierto poso."
- Para E. Rodríguez Marchante (Diario ABC): "Está filmada esta terrible y tierna historia muy desde dentro, (...) sin mostrar ni buscar compasiones. (...) el trabajo de la pareja protagonista, Marion Cotillard y Matthias Schoenaerts, está muy próximo a lo grande."
- Nando Salvá (Diario El Periódico): Una película compleja, densa y casi siempre absorbente (...) "De latir mi corazón se ha parado' o 'Un profeta' impresionaban, avasallaban. Esta última, además, conmueve profundamente."
- Andrés G. Bermejo (Cinemanía): "Una historia de amor sin romance que emociona gradualmente (...) se queda agarrada al pensamiento aún después de abandonar la sala de cine. (...)

Con una crítica neutra destacan las realizadas por:
- Kyle Smith (New York Post) "Si contratases a Albert Camus para escribir 'Rocky' podría salir algo como 'Rust and Bone', un esfuerzo quinta esencialmente francés para combinar pugilismo y sentimentalismo (...).
- Luis Martínez (Diario El Mundo) "La primera hora de la película resulta sencillamente magnética (...) Lástima que Audiard no se atreva a la tentación del precipicio y prefiera antes la seguridad de un desenlace demasiado extraño, cómodo, quizá torpe”.

Y entre las críticas negativas destacan las realizadas por:
- Sergi Sánchez (Diario La Razón) "La primera parte es impecable (...) naufraga en su segunda mitad (...) Audiard se deja llevar por las estrategias del melodrama barato. (...) en sus peores momentos se acerca a la poética de un Iñárritu en baja forma”.
- Manuel Yáñez Murillo (Fotogramas) "Un tour de force dramático telegrafado a golpe de cliché. (...) más allá de su académica factura, la película acaba perdida entre un romanticismo tosco y un inquietante moralismo (de culpas y redenciones), que crece a medida que avanza la acción y que remite a los universos de Alejandro González Iñárritu y Paul Haggis".

## Formato casero
La película salió a la venta el 15 de mayo de 2013 tanto en DVD como en Blu-ray Disc con un apartado con extras sobre la película.